# 小行星17269
小行星17269（17269 Dicksmith）是一颗绕太阳运转的小行星，为主小行星带小行星。该小行星于2000年6月3日发现。

## 轨道参数
小行星17269的轨道半长轴为2.7290427 UA，离心率为0.119。